# UCI Women’s WorldTour 2017
Die UCI Women’s WorldTour 2017 (WWT) war die zweite Austragung der vom Weltradsportverband UCI veranstalteten Women’s WorldTour.
Die Women’s WorldTour 2017 sollte ursprünglich 21 Wettbewerbe umfassen. Zu den Rennen des Jahres 2016 kamen die Eintagesrennen Amstel Gold Race und Lüttich–Bastogne–Lüttich, die zeitgleich mit den gleichnamigen UCI-WorldTour-Rennen der Männer stattfanden und die Etappenrennen Ladies Tour of Norway sowie Boels Rental Ladies Tour. Im Februar 2017 wurde bekanntgeben, dass die für den 4. Juni 2017 vorgesehene Philadelphia International Cycling Classic ausfällt, so dass die WorldTour 2017 nur aus 20 Rennen bestand.
Die Einzelgesamtwertung ergab sich aus der Addition der errungenen Punkte, wobei die Skalen denjenigen der Weltrangliste für WorldTour-Rennen entsprechen. Die Wertung der besten jungen Fahrerin wurde durch die Vergabe von sechs, vier und zwei Punkten für die ersten drei U23-Fahrerinnen in jedem Wettbewerb ermittelt. Die Teamwertung der UCI Women’s Teams und Nationalteams ergab sich aus der Addition der vier besten Fahrerinnen in der Einzelgesamtwertung.
Am Ende gewann die Niederländerin Anna van der Breggen von Boels Dolmans die Gesamtwertung, die Dänin Cecilie Uttrup Ludwig mit großem Vorsprung und fast durchgängiger Führung die U23-Wertung und die Mannschaft Boels Dolmans die Mannschaftswertung.

## Rennen
| Datum                     | Rennen                                  | Siegerin/nen              | Führende Fahrerin    | Führende U23-Fahrerin | Führendes Team            |
| ------------------------- | --------------------------------------- | ------------------------- | -------------------- | --------------------- | ------------------------- |
| 4. März                   | Strade Bianche                          | Elisa Longo Borghini      | Elisa Longo Borghini | Cecilie Uttrup Ludwig | Wiggle High5              |
| 11. März                  | Ronde van Drenthe                       | Amalie Dideriksen         | Elisa Longo Borghini | Amalie Dideriksen     | Boels Dolmans Cyclingteam |
| 19. März                  | Trofeo Alfredo Binda                    | Coryn Rivera              | Elisa Longo Borghini | Cecilie Uttrup Ludwig | Boels Dolmans Cyclingteam |
| 26. März                  | Gent–Wevelgem                           | Lotta Lepistö             | Elisa Longo Borghini | Cecilie Uttrup Ludwig | Wiggle High5              |
| 2. April                  | Flandern-Rundfahrt                      | Coryn Rivera              | Coryn Rivera         | Cecilie Uttrup Ludwig | Team Sunweb               |
| 16. April                 | Amstel Gold Race                        | Anna van der Breggen      | Coryn Rivera         | Cecilie Uttrup Ludwig | Boels Dolmans Cyclingteam |
| 19. April                 | La Flèche Wallonne Féminine             | Anna van der Breggen      | Coryn Rivera         | Cecilie Uttrup Ludwig | Boels Dolmans Cyclingteam |
| 23. April                 | Lüttich–Bastogne–Lüttich                | Anna van der Breggen      | Annemiek van Vleuten | Cecilie Uttrup Ludwig | Boels Dolmans Cyclingteam |
| 5.–7. Mai                 | Tour of Chongming Island                | Jolien D’hoore            | Annemiek van Vleuten | Cecilie Uttrup Ludwig | Boels Dolmans Cyclingteam |
| 11.–14. Mai               | Kalifornien-Rundfahrt                   | Anna van der Breggen      | Anna van der Breggen | Cecilie Uttrup Ludwig | Boels Dolmans Cyclingteam |
| 4. Juni                   | Philadelphia Classic                    | abgesagt                  | Anna van der Breggen | Cecilie Uttrup Ludwig | Boels Dolmans Cyclingteam |
| 7.–11. Juni               | Women’s Tour                            | Katarzyna Niewiadoma      | Katarzyna Niewiadoma | Cecilie Uttrup Ludwig | Boels Dolmans Cyclingteam |
| 30. Juni – 9. Juli        | Giro d’Italia Femminile                 | Anna van der Breggen      | Anna van der Breggen | Cecilie Uttrup Ludwig | Boels Dolmans Cyclingteam |
| 20. Juli                  | La Course by Le Tour de France          | Annemiek van Vleuten      | Anna van der Breggen | Cecilie Uttrup Ludwig | Boels Dolmans Cyclingteam |
| 29. Juli                  | Prudential Ride London                  | Coryn Rivera              | Anna van der Breggen | Cecilie Uttrup Ludwig | Boels Dolmans Cyclingteam |
| 11. August                | Open de Suède Vårgårda – Teamzeitfahren | Boels Dolmans Cyclingteam | Anna van der Breggen | Cecilie Uttrup Ludwig | Boels Dolmans Cyclingteam |
| 13. August                | Open de Suède Vårgårda – Eintagesrennen | Lotta Lepistö             | Anna van der Breggen | Cecilie Uttrup Ludwig | Boels Dolmans Cyclingteam |
| 17.–20. August            | Ladies Tour of Norway                   | Marianne Vos              | Anna van der Breggen | Cecilie Uttrup Ludwig | Boels Dolmans Cyclingteam |
| 26. August                | Grand Prix de Plouay-Bretagne           | Lizzie Deignan            | Anna van der Breggen | Cecilie Uttrup Ludwig | Boels Dolmans Cyclingteam |
| 29. August – 3. September | Boels Rental Ladies Tour                | Anouska Koster            | Anna van der Breggen | Cecilie Uttrup Ludwig | Boels Dolmans Cyclingteam |
| 10. September             | La Madrid Challenge by La Vuelta        | Jolien D’hoore            | Anna van der Breggen | Cecilie Uttrup Ludwig | Boels Dolmans Cyclingteam |

## Rankings

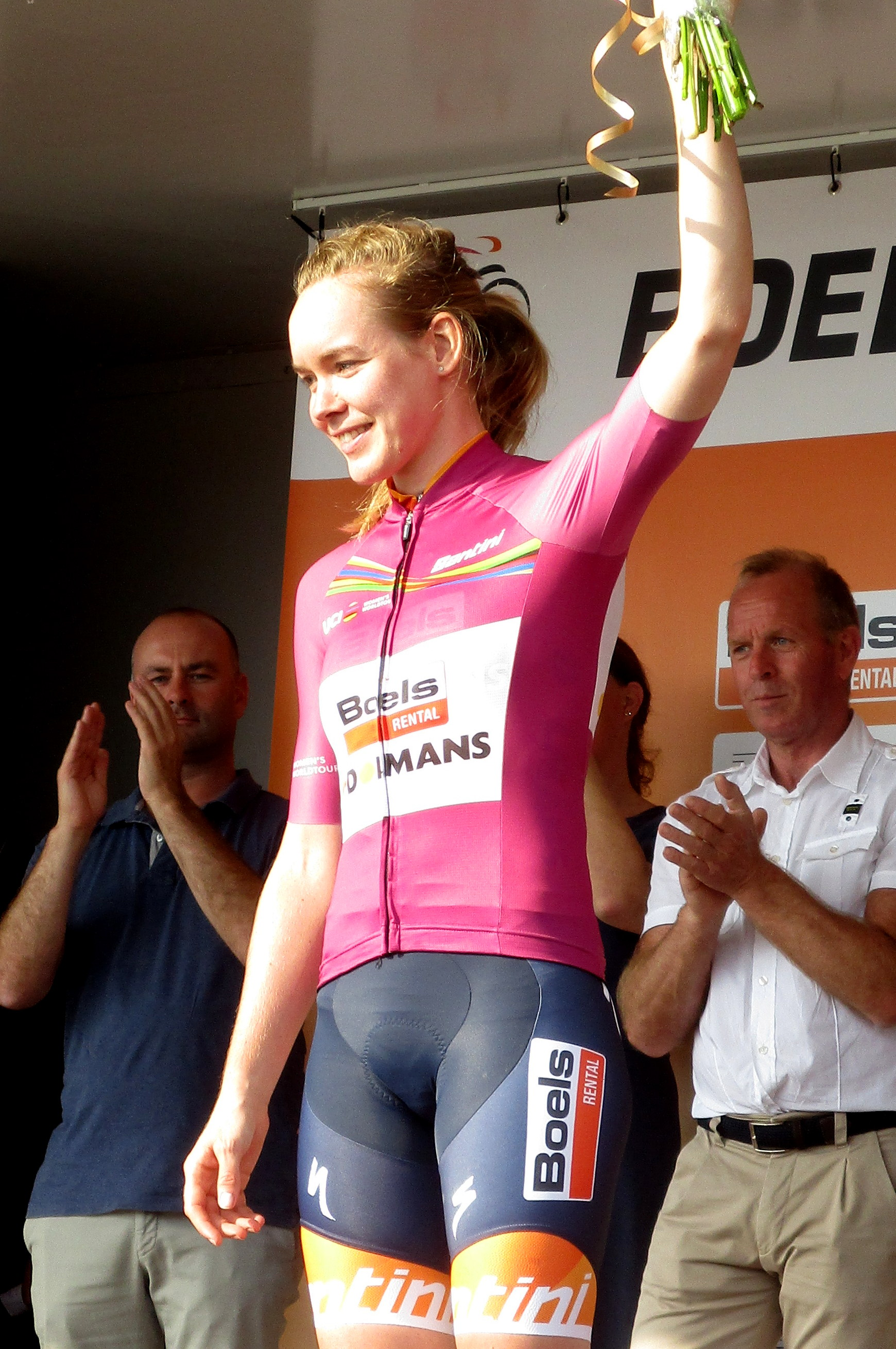
Die Gewinnerin der Einzelgesamtwertung, Anna van der Breggen (hier bei der Holland Ladies Tour)

### Fahrerinnen

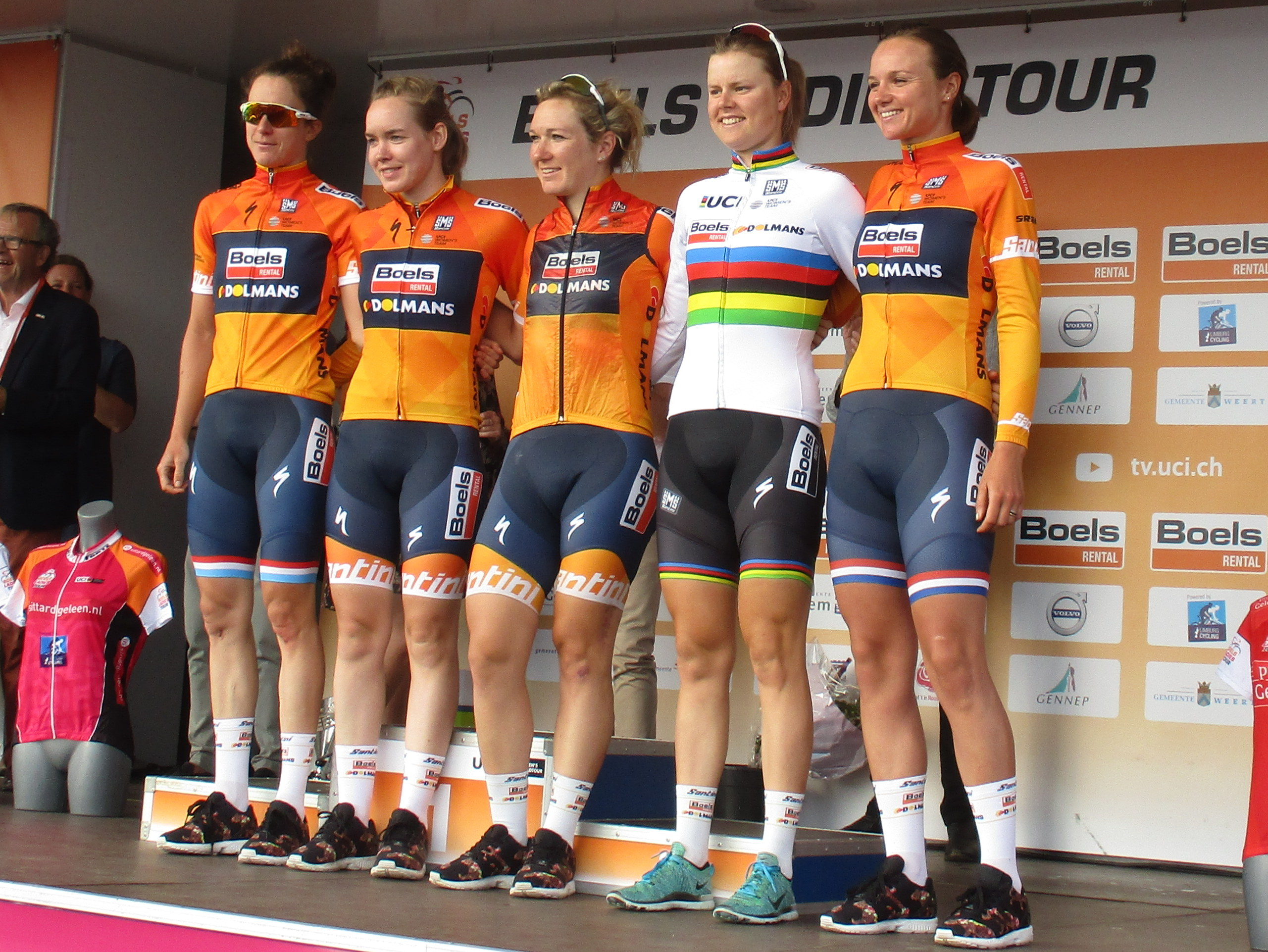
Boels-Dolmans gewinnt die Mannschaftswertung (hier bei der Holland Ladies Tour)

| #   | Fahrerin             | Nation                 | Team                      | Punkte |
| --- | -------------------- | ---------------------- | ------------------------- | ------ |
| 1.  | Anna van der Breggen | Niederlande            | Boels Dolmans Cyclingteam | 1016   |
| 2.  | Annemiek van Vleuten | Niederlande            | Orica-Scott               | 989    |
| 3.  | Katarzyna Niewiadoma | Polen                  | WM3 Pro Cycling           | 856    |
| 4.  | Coryn Rivera         | Vereinigte Staaten     | Team Sunweb               | 803    |
| 5.  | Elisa Longo Borghini | Italien                | Wiggle High5              | 630    |
| 6.  | Jolien D’hoore       | Belgien                | Wiggle High5              | 626    |
| 7.  | Lizzie Deignan       | Vereinigtes Konigreich | Boels Dolmans Cyclingteam | 623    |
| 8.  | Ellen van Dijk       | Niederlande            | Team Sunweb               | 614    |
| 9.  | Lotta Lepistö        | Finnland               | Cervélo Bigla Pro Cycling | 518    |
| 10. | Chloe Hosking        | Australien             | Alé Cipollini             | 457    |

### Teams

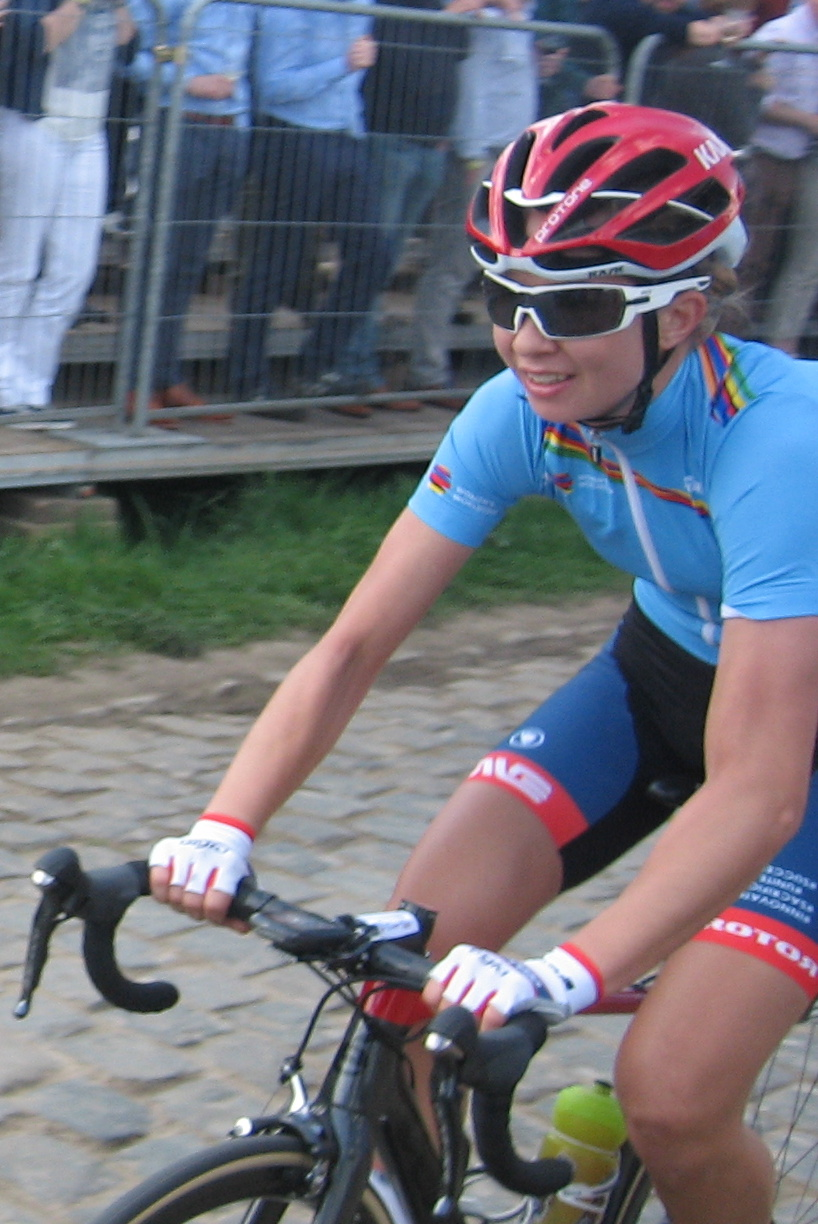
Cecilie Uttrup Ludwig gewinnt die U23-Wertung (hier bei der Flandern-Rundfahrt)

| #   | Team                               | Nation                 | Punkte |
| --- | ---------------------------------- | ---------------------- | ------ |
| 1.  | Boels Dolmans Cyclingteam          | Niederlande            | 3273   |
| 2.  | Team Sunweb                        | Niederlande            | 2153   |
| 3.  | Wiggle High5                       | Vereinigtes Konigreich | 1824   |
| 4.  | Orica-Scott                        | Australien             | 1821   |
| 5.  | Canyon-SRAM                        | Deutschland            | 1505   |
| 6.  | WM3 Pro Cycling                    | Niederlande            | 1414   |
| 7.  | Cervélo Bigla Pro Cycling          | Deutschland            | 1228   |
| 8.  | Alé Cipollini                      | Italien                | 976    |
| 9.  | Cyclance Pro Cycling               | Vereinigte Staaten     | 763    |
| 10. | FDJ Nouvelle-Aquitaine Futuroscope | Frankreich             | 662    |

### Jugend
| #  | Fahrerin              | Nation                 | Team                      | Punkte |
| -- | --------------------- | ---------------------- | ------------------------- | ------ |
| 1. | Cecilie Uttrup Ludwig | Danemark               | Cervélo Bigla Pro Cycling | 52     |
| 2. | Alice Barnes          | Vereinigtes Konigreich | Drops Cycling Team        | 16     |
| 3. | Amalie Dideriksen     | Danemark               | Boels Dolmans Cyclingteam | 16     |